# ظاهرة بالدوين
ظاهرة بالدوين التي تُعرف أيضاً بالتطور البالدويني (بالإنجليزية: Baldwin effect, Baldwinian evolution, ontogenic evolution)‏، هي نظرية لسيرورات تطورية محتملة. وضعها الأخصائي النفسي الأمريكي جيمس مارك بالدوين عام 1896 في دراسته «عامل جديد في التطور». الدراسة اقترحت آلية يحدث بها الاصطفاء المحدد العامل على القدرة التعلمية. النسل المصطفى يكون لديه زيادة في سعة تعلم مهارات جديدة، ولا يكون مقيداً بالقدرات المشفرة جينياً والثابتة نسبياً. وفي الواقع الدراسة تشدد على حقيقة أنَّ سلوك النوع أو المجموعة يمكن أن يحدد نمط تطور هذا النوع أو المجموعة.

## «عامل جديد في التطور»
في العام 1896، اقتُرحت الظاهرة، التي لم تكن تحمل اسمًا حينذاك، في ورقة بحثية بعنوان «عامل جديد في التطور» ألفها عالم النفس الأمريكي جيمس مارك بالدوين، بالإضافة إلى ورقة أخرى نُشرت في العام 1897. اقترحت الورقة آليةً لاختيار محدد لقدرة التعلم العامة. وبصدد ذلك يوضح مؤرخ العلوم روبرت ريتشاردز:
عند دخول الحيوانات إلى بيئة جديدة –أو إذا تغيرت بيئتها القديمة بوتيرة سريعة– فإن الحيوانات التي تتمكن من الاستجابة بمرونة، عبر تعلم سلوكيات جديدة أو عن طريق التكيف الجيني، ستنعم بالحفظ الطبيعي. وستتاح لهذه المجموعة الباقية المحفوظة، على مدار عدة أجيال، الفرصةَ لإظهار الاختلافات الخلقية تلقائيًا والمشابهة لصفاتها المكتسبة واختيار هذه الاختلافات بصورة طبيعية. وسيبدو الأمر كما لو أن الصفات المكتسبة قد تغلغلت في المادة الوراثية بطريقة لاماركية، لكن العملية ستكون مثالًا حقًا عن الداروينية الجديدة.
يميل النسل المختار إلى اكتساب مقدرة أعلى على تعلم مهارات جديدة بدلًا من الاقتصار على القدرات المشفرة وراثيًا ذات الثبات النسبي. في واقع الأمر، فإن ظاهرة بالدوين تركز على حقيقة مفادها أن السلوك المستدام لنوع أو مجموعة يمكن أن يُسهم في صياغة تطور ذلك النوع. تُفهم «ظاهرة بالدوين» بشكل أفضل ضمن أعمال علم الأحياء النمائي التطوري بوصفها سيناريو ينجم عن تغيّر الشخصية أو التغير في السمات التي تحدث في الكائن الحي نتيجة تفاعله مع بيئته تمثّل جينيّ تدريجي في ذخيرته الجينية التطورية أو لاحقة النشأة. ووفق ما ذكره فيلسوف العلوم دانيال دينيت:
بفضل ظاهرة بالدوين، يمكن القول بأن الأنواع تختبر مقدمًا فعالية تصميمات مختلفة معينة عن طريق الاستكشاف الظاهري (الفردي) لمكان الاحتمالات القريبة. إذا اكتُشفت بيئة مفضّلة على وجه الخصوص، فإن هذا الاكتشاف سيخلق حالة ضغط للاختيار الجديد: وستحظى الكائنات الحية الأقرب في المخطط التكيفي لهذا الاكتشاف بميزة أفضل من الكائنات الأبعد عنه.
طرأ تحديث على ظاهرة بالدوين أضافه كلّ مِن جان بياجيه، وباول ألفريد فايس، وكونراد هال وادينجتون في الستينيات والسبعينيات من القرن العشرين. تضمنت الفرضية الجديدة دورًا بارزًا للمجتمع في صياغة التغيير الطبيعي اللاحق في البشر (التطوري والنمائي)، مع الاستناد إلى تعديلات ضغوط الاختيار.
تظهر الأبحاث اللاحقة أن بالدوين لم يكن أول من يعرّف العملية؛ فقد أتى دوغلاس سبولدينغ على ذكرها في العام 1873.

## الجدل بشأنها ودرجة قبولها
في البداية، لم تخالف أفكار بالدوين غير متوافقة الأفكار السائدة إنما غير المثبتة عن آلية نقل المعلومات الوراثية، وقدّم على الأقل اثنان من علماء الأحياء أفكارًا شديدة الشبه بها في العام 1896. وفي العام 1901، أشار موريس ماترلينك إلى التكيفات السلوكية مع المناخات السائدة لدى مختلف أنواع النحل على أنه «ما كان مجرد فكرة، وبالتالي مضاد للغريزة، قد أصبح تدريجيًا عادةً فطرية».